# Hosby, Nuckö
Hosby (estlandssvenskt uttal: ho:sbi) är en by i Nuckö kommun i landskapet Läänemaa i västra Estland, 84 km sydväst om huvudstaden Tallinn och 10 km norr om residensstaden Hapsal. Den hade 15 invånare år 2011.
Det finns omnämnd för första gången år 1540 som Hoszbw. Hosby ligger i det område som traditionellt har varit bebott av estlandssvenskar. I Nuckö kommun har alla byar två officiella namn, ett svenskt och ett estniskt, förutom Hosby och Österby där det svenska namnet även används på estniska.  
Hosby är beläget centralt på halvön Nuckö och är kyrkby för Nuckö församling. Den enskeppiga kyrkan är tillägnad Katarina av Siena och har medeltida anor. Sedan reformationen har kyrkan varit protestantisk. I koret finns en minnestavla över den svenska missionären Thure Emanuel Thoren (1843-1930) som 1873 grundade ett folkskollärarseminarium i Paskleps herrgård. I kyrkan finns också en sten till minne av två kungliga svenska besök, dels av kronprins Gustaf Adolf 1932 och dels av kung Carl XVI Gustaf 1992.
I Hosby finns en prästgård från 1700-talet och ett monument över stupade soldater i Estniska frihetskriget 1918-1920. Monumentet, som har text på såväl svenska som estniska, revs under sovjettiden men återuppbyggdes i samband med frigörelsen 1990.
Norr om Hosby ligger byn Gutanäs, västerut ligger byn Pasklep, österut den före detta byn Kolnäs och Sutlepsjön och söderut ligger kommunens administrativa centrum Birkas.

## Galleri

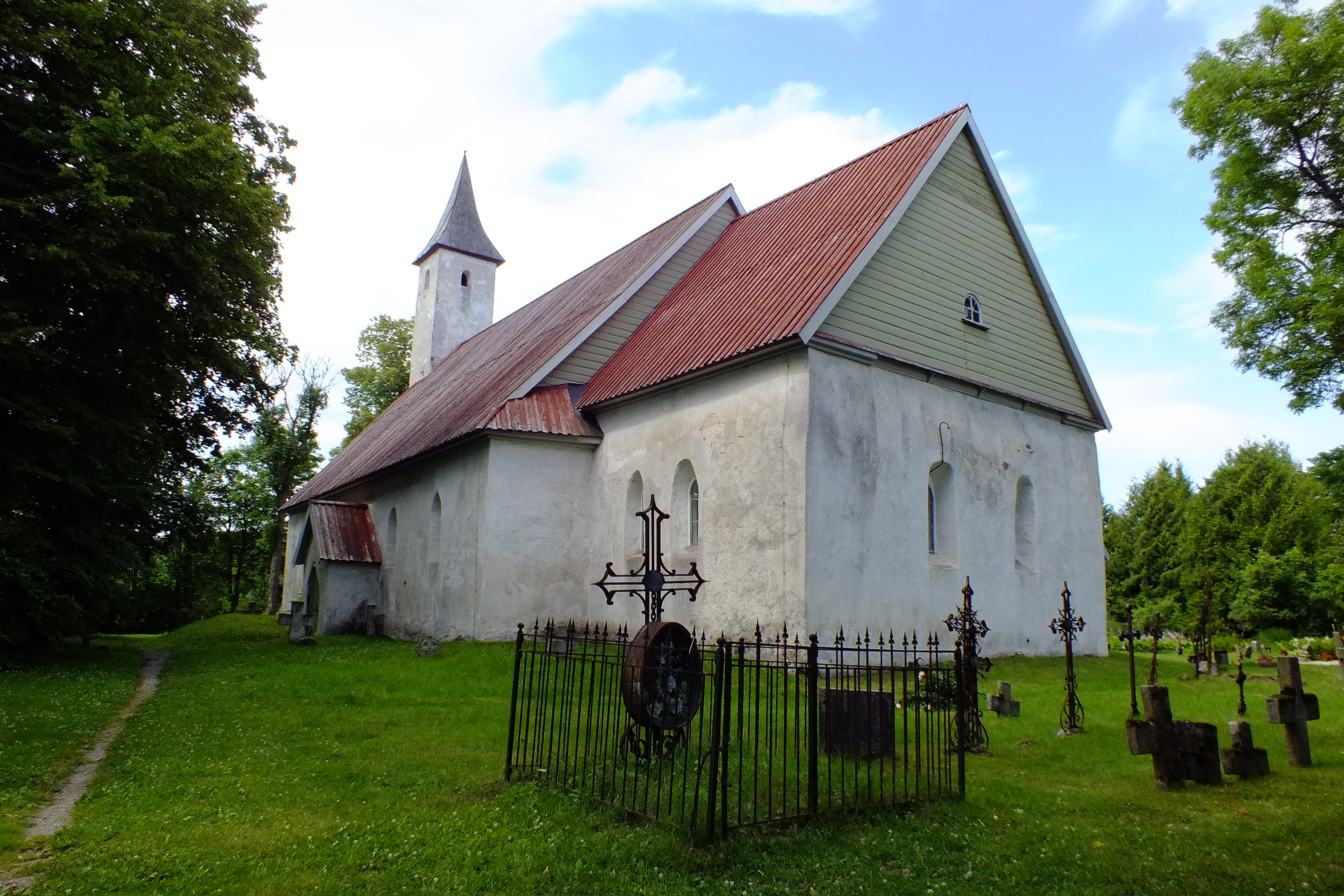
Nuckö kyrka.
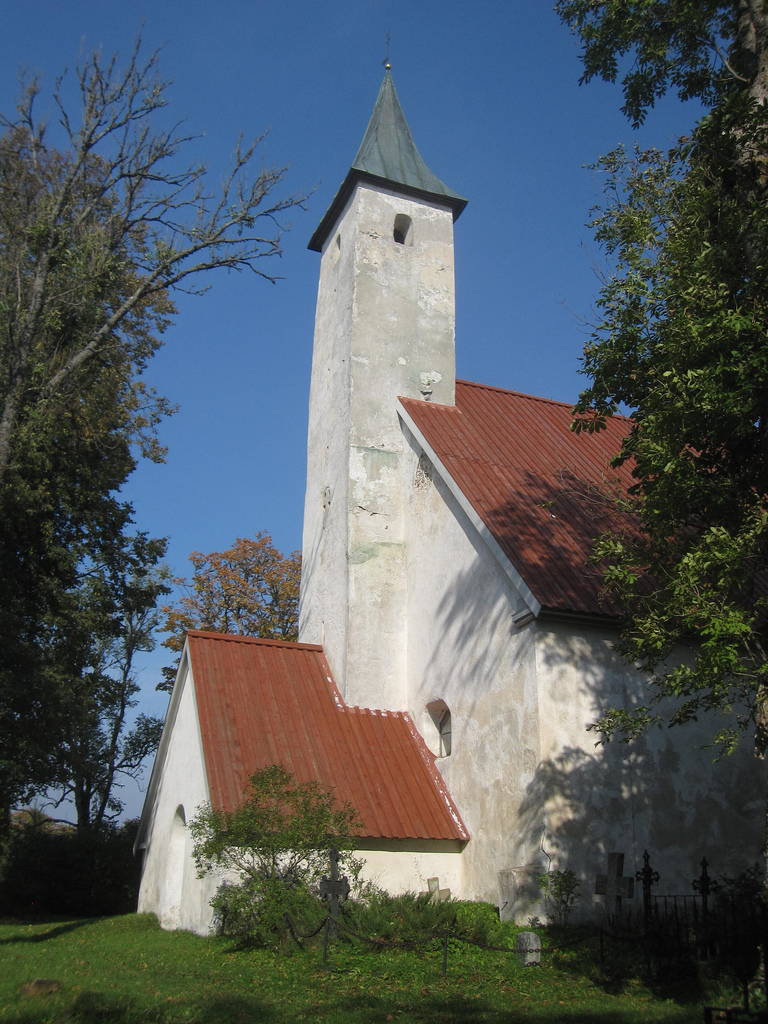
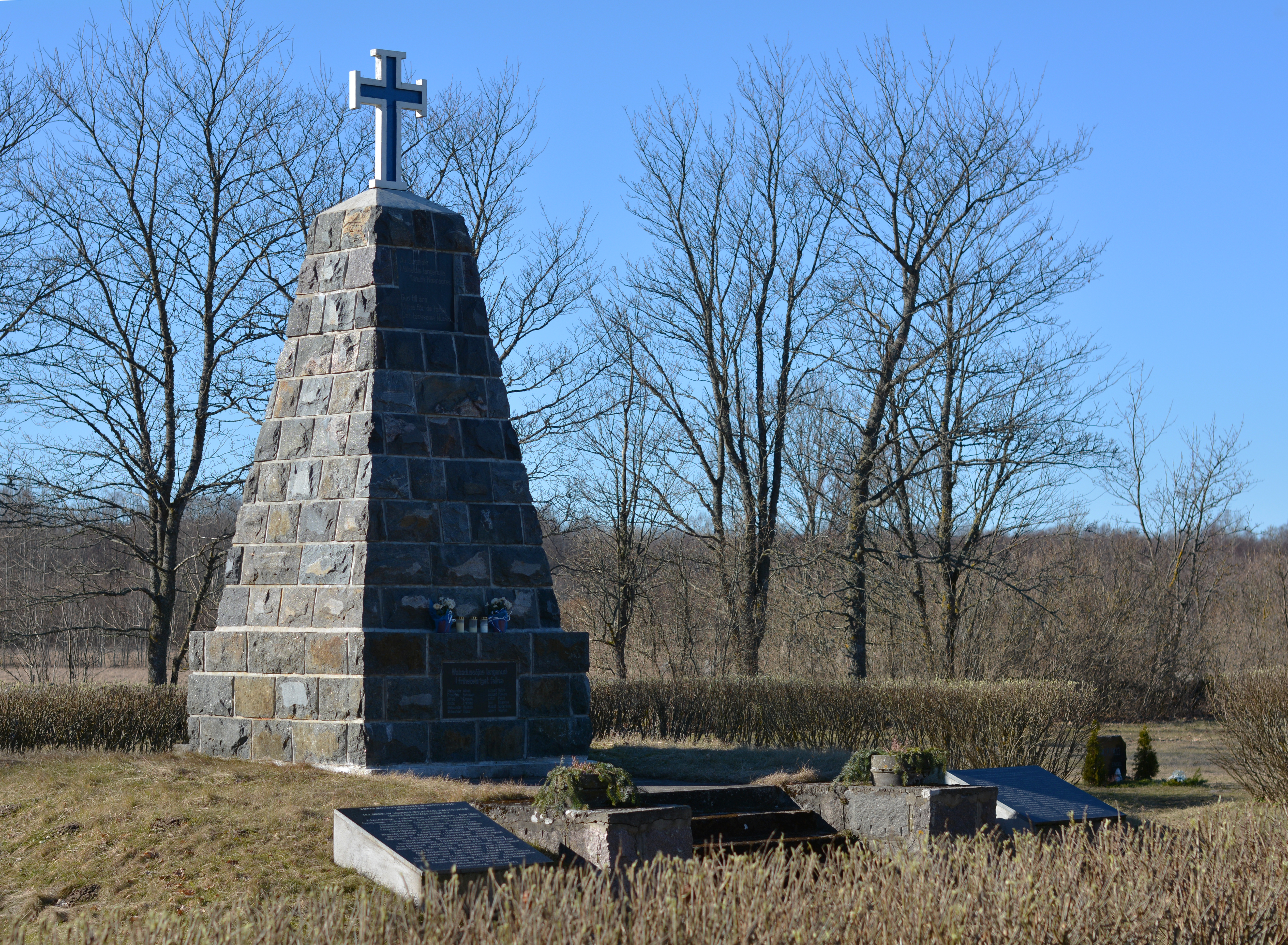
Monument över stupade i Estländska frihetskriget
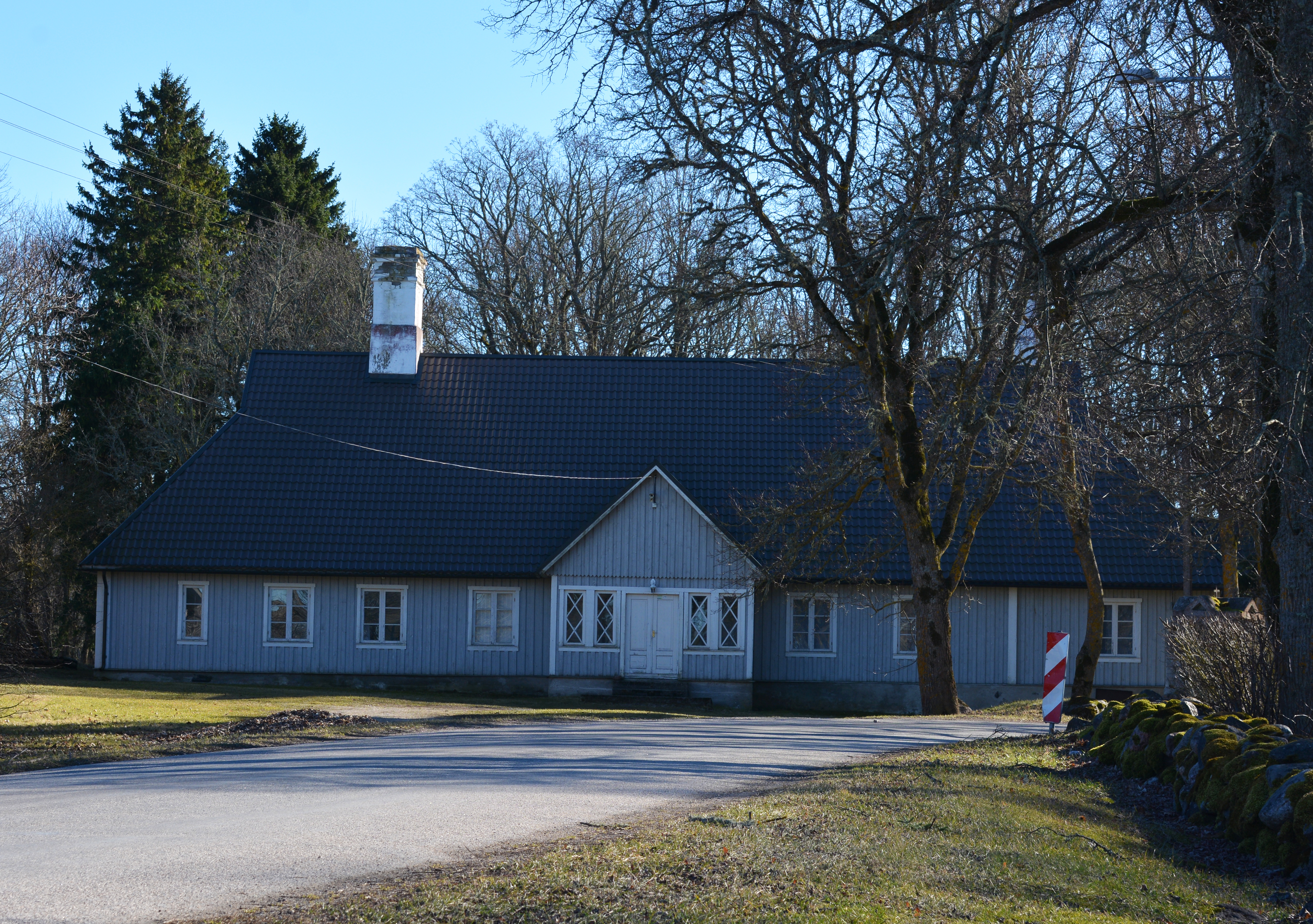
Prästgården.